# Andrews Peaks
Die Andrews Peaks sind eine 5 km lange Reihe felsiger Berggipfel im westantarktischen Marie-Byrd-Land. Sie ragen in den Ford Ranges nahe dem Kopfende des Arthur-Gletschers zwischen Mount Warner und Mount Crow auf.
Wissenschaftler der United States Antarctic Service Expedition (1939–1941) und der United States Geological Survey kartierten die Gebirgsgruppe. Letzterer nahm dies anhand eigener Vermessungen und mithilfe von Luftaufnahmen der United States Navy zwischen 1959 und 1965 vor. Das Advisory Committee on Antarctic Names benannte sie nach Stephen T. Andrews, Ionosphärenphysiker des United States Antarctic Program und wissenschaftlicher Leiter der Byrd-Station im Jahr 1969.